# Тарасенко, Борис Иванович
Борис Иванович Тарасенко (1924—1992) — советский учёный-агроном и педагог, кандидат сельскохозяйственных наук, профессор. Заслуженный агроном РСФСР (1976).

## Биография
Родился 27 октября 1924 года в селе Валки, Прилуцкого района Черниговской области Украинской ССР в семье сельских учителей. С 1930 года его семья вместе с ним перебралась в Краснодарский край.
С 1941 года после окончания Старомышастовской средней школы с отличием, в начальный период Великой Отечественной войны, в возрасте семнадцати лет Б. И. Тарасенко был призван в ряды Рабоче-Крестьянской Красной армии и направлен в действующую армию, на фронт. Участник Великой Отечественной войны в составе 180-го запасного стрелкового полка, позже был переведён в Военно-морской флот в отдельную гвардейскую бригаду морской пехоты Черноморского флота. Б. И. Тарасенко был участником обороны Новороссийска и Туапсе, в составе бригады освобождал Кавказ, Украину, Румынию, Болгарию, Венгрию, Югославию, Чехословакию и Австрию. За отвагу и героизм проявленные в период войны в 1944 году был награждён Орденом Красной Звезды.
В 1947 году был демобилизован из рядов Советской армии. С 1947 по 1952 годы проходил обучения на агрономическом факультете Кубанского сельскохозяйственного института, после окончания которого с отличием, остался работать в нём на преподавательской должности. С 1952 года работал ассистентом, с 1956 года — старший преподаватель, с 1961 года — доцент кафедры земледелия. С 1961 по 1964 годы Б. И. Тарасенко работал — деканом агрономического факультета Кубанского сельскохозяйственного института. С 1970 по 1987 годы, в течение семнадцати лет,  Б. И. Тарасенко был заведующим кафедры общего земледелия Кубанского сельскохозяйственного института, с 1987 по 1991 годы являлся — профессором этой кафедры. Основная научно-исследовательская деятельность Б. И. Тарасенко была связана с вопросом агрофизики почв, под его руководством и при его 
непосредственном участии был разработан один из вариантов обработки почвы и её защиты перед посадкой кукурузы и обработки почвы под озимую пшеницу после предыдущих пропашек. Б. И. Тарасенко были разработаны теоретические 
основы  влияния водно-физических свойств почв на продуктивность растений сельскохозяйственного производства. Б. И. Тарасенко было написано более пятидесяти научно-педагогических работ в области сельского хозяйства и  агрофизики и повышении плодородия почв.
В 1961 году Б. И. Тарасенко в Волгоградском сельскохозяйственном институте защитил диссертацию на соискание учёной степени кандидата сельскохозяйственных наук, 2 декабря 1977 года приказом ВАК СССР, Б. И. Тарасенко было присвоено учёное звание — профессор.
Помимо основной педагогической деятельности, Б. И. Тарасенко занимался и общественно-политической работой: избирался членом Ленинского районного комитета КПСС города Краснодара и депутатом Краснодарского городского Совета депутатов трудящихся, членом Учёного совета Краснодарского НИИ сельского хозяйства имени П. П. Лукьяненко, членом и консультантом Научно-технического совета Управления сельского хозяйства Краснодарского краевого исполнительного комитета Совета народных депутатов.
В 1971 году Указом Президиума Верховного Совета СССР «за выдающиеся достижения в области народного образования» Б. И. Тарасенко был награждён Орденом Ленина.
20 сентября 1976 года «за достижения в области народного здравоохранения» Н. Г. Новикову было присвоено почётное звание — Заслуженный агроном РСФСР
Скончался 18 марта 1992 года, похоронен на Славянском кладбище города Краснодара.

## Награды
- Орден Ленина (1971)
- Орден Отечественной войны II степени (06.04.1985[4])
- Орден Красной Звезды (1944)
- Два Ордена «Знак Почёта» (1966, 1973)
- Медаль «За победу над Германией в Великой Отечественной войне 1941—1945 гг.»

### Звания
- Заслуженный агроном РСФСР (29.09.1976[2])